# Lista chorążych reprezentacji Protektoratu Saary na igrzyskach olimpijskich

Flaga Protektoratu Saary

Lista chorążych reprezentacji Protektoratu Saary na igrzyskach olimpijskich – lista zawodników i zawodniczek reprezentacji Protektoratu Saary, którzy podczas ceremonii otwarcia nowożytnych igrzysk olimpijskich nieśli flagę narodową.

## Chronologiczna lista chorążych
| Lp. | Rok i miejsce  | Chorąży     | Dyscyplina    |
| --- | -------------- | ----------- | ------------- |
| 1   | 1952, Helsinki | Toni Breder | Lekkoatletyka |